# Mohamed Husein (taekwondo)
Mohamed Husein es un deportista egipcio que compitió en taekwondo. Ganó una medalla de oro en el Campeonato Africano de Taekwondo de 2005, en la categoría de –72 kg.

## Palmarés internacional
| Campeonato Africano | Campeonato Africano       | Campeonato Africano | Campeonato Africano |
| Año                 | Lugar                     | Medalla             | Categoría           |
| ------------------- | ------------------------- | ------------------- | ------------------- |
| 2005                | Antananarivo (Madagascar) | Medalla de oro      | –72 kg              |